# Stanovi (distrikt Brčko)
Stanovi su naselje u distriktu Brčko, BiH.

## Stanovništvo
Nacionalni sastav stanovništva 1991. godine, bio je sljedeći:
ukupno: 353
- Srbi - 345
- Hrvati - 2
- ostali, neopredijeljeni i nepoznato - 6